# Asjmjanka
Asjmjanka (vitryska: Ашмянка) är ett vattendrag i Belarus.   Det ligger i voblasten Hrodna voblast, i den nordvästra delen av landet, 130 kilometer nordväst om huvudstaden Minsk.
I omgivningarna runt Asjmjanka växer i huvudsak barrskog. Runt Asjmjanka är det ganska glesbefolkat, med 31 invånare per kvadratkilometer.